# دریاچه روزاموند
دریاچه روزاموند (انگلیسی: Rosamond Lake) یک دریاچهٔ خشک در بیابان موهاوی واقع در شهرستان کرن، کالیفرنیا است.